# روشال (شهر)
شهر روشال (به روسی: Рошаль) در کشور روسیه و در اوبلاست مسکو واقع شده‌است.